# شينجي تسوجي
شينجي تسوجي (باليابانية: 辻尾 真二) (23 ديسمبر 1985 في ساكاي في اليابان – )؛ هو لاعب كرة قدم ياباني سابق كان يلعب كمدافع.

## وصلات خارجية
- شينجي تسوجي على موقع الاتحاد الدولي (مؤرشف)  (الإنجليزية)
- شينجي تسوجي على موقع رابطة كرة القدم اليابانية للمحترفين (اليابانية)
- شينجي تسوجي على موقع قاعدة بيانات كرة القدم.إي يو (الإنجليزية)
- شينجي تسوجي على موقع Soccerway.com (الإنجليزية)
- شينجي تسوجي على موقع عالم كرة القدم.نت (الإنجليزية)